# هیلی گراس
هیلی گراس (انگلیسی: Halley Gross؛ زادهٔ ۲۷ دسامبر ۱۹۸۵) فیلم‌نامه‌نویس اهل ایالات متحده آمریکا است. وی از سال ۲۰۰۶ میلادی تاکنون مشغول فعالیت بوده‌است.
از کارهای وی می توان به وست ورلد، آخرین بازمانده از ما قسمت ۲ و از این سو تا آن سوی دنیا اشاره کرد.